# 아리마촌 (히로시마현)
아리마촌(有磨村)은 히로시마현 아시나군에 설치되었던 촌이다. 현재의 후쿠야마시에 해당한다.